# San Lorenzo Victoria
San Lorenzo Victoria es una localidad del estado mexicano de Oaxaca. Es cabecera del municipio de San Lorenzo Victoria.

## Demografía
| Censo | Población |
| ----- | --------- |
| 1900  | 508       |
| 1910  | 546       |
| 1921  | 533       |
| 1930  | 622       |
| 1940  | 635       |
| 1950  | 814       |
| 1960  | 873       |
| 1970  | 705       |
| 1980  | 524       |
| 1990  | 805       |
| 1995  | 628       |
| 2000  | 613       |
| 2005  | 489       |
| 2010  | 506       |
| 2020  | 482       |